# Heltermaa

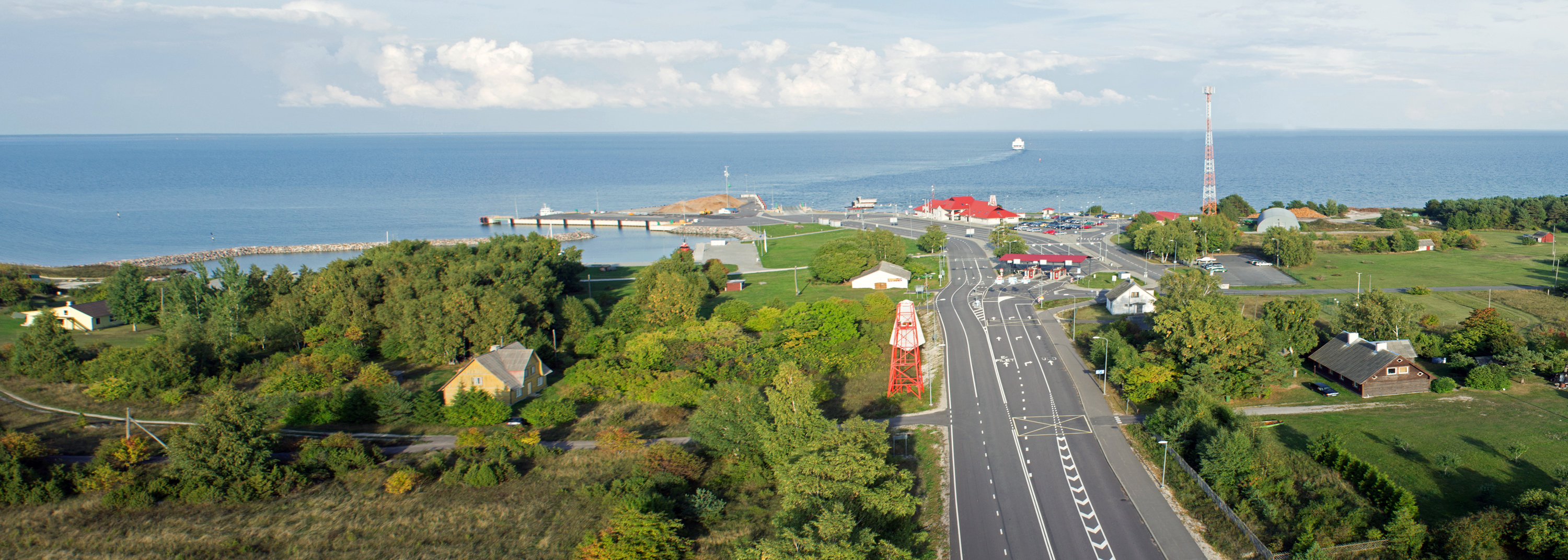

Heltermaa är en by och ett färjeläge på Dagö utanför Estlands västkust. Den ligger i Dagö kommun och i landskapet Hiiumaa (Dagö), 120 km sydväst om huvudstaden Tallinn. Antalet invånare var 40 år 2011. Det finns en stor hamn i byn, Heltermaa sadam, varifrån den reguljära färjetrafiken mellan Dagö och Rus på estländska fastlandet utgår. Byn tillhörde Pühalepa kommun 1992–2017.
Heltermaa ligger på östra Dagö, 3 km norr om halvön Sarve poolsaar som är Dagös östligaste punkt. Omkring 5 km åt väst ligger herrgården Storhovet och kyrkbyn Pühalepa som gett namn åt kommunen. Dagös huvudort, Kärrdal, är belägen 23 km nordväst om Heltermaa. Öster om Heltermaa byn breder havsområdet Moonsund ut sig, vilken skiljer såväl Dagö som Ösel från fastlandet. Det ligger flera öar i Moonsund, i Heltermaas närhet ligger till exempel Vohilaid, Höralaid och Heinlaid.
Årsmedeltemperaturen i trakten är 6 °C. Den varmaste månaden är augusti, då medeltemperaturen är 18 °C, och den kallaste är januari, med −6 °C.